# Jovana Janković
Jovana Joksimović (cyr. Јована Јоксимовић, z domu Janković (Јанковић), ur. 25 kwietnia 1981 w Belgradzie) – serbska osobowość telewizyjna i prezenterka.

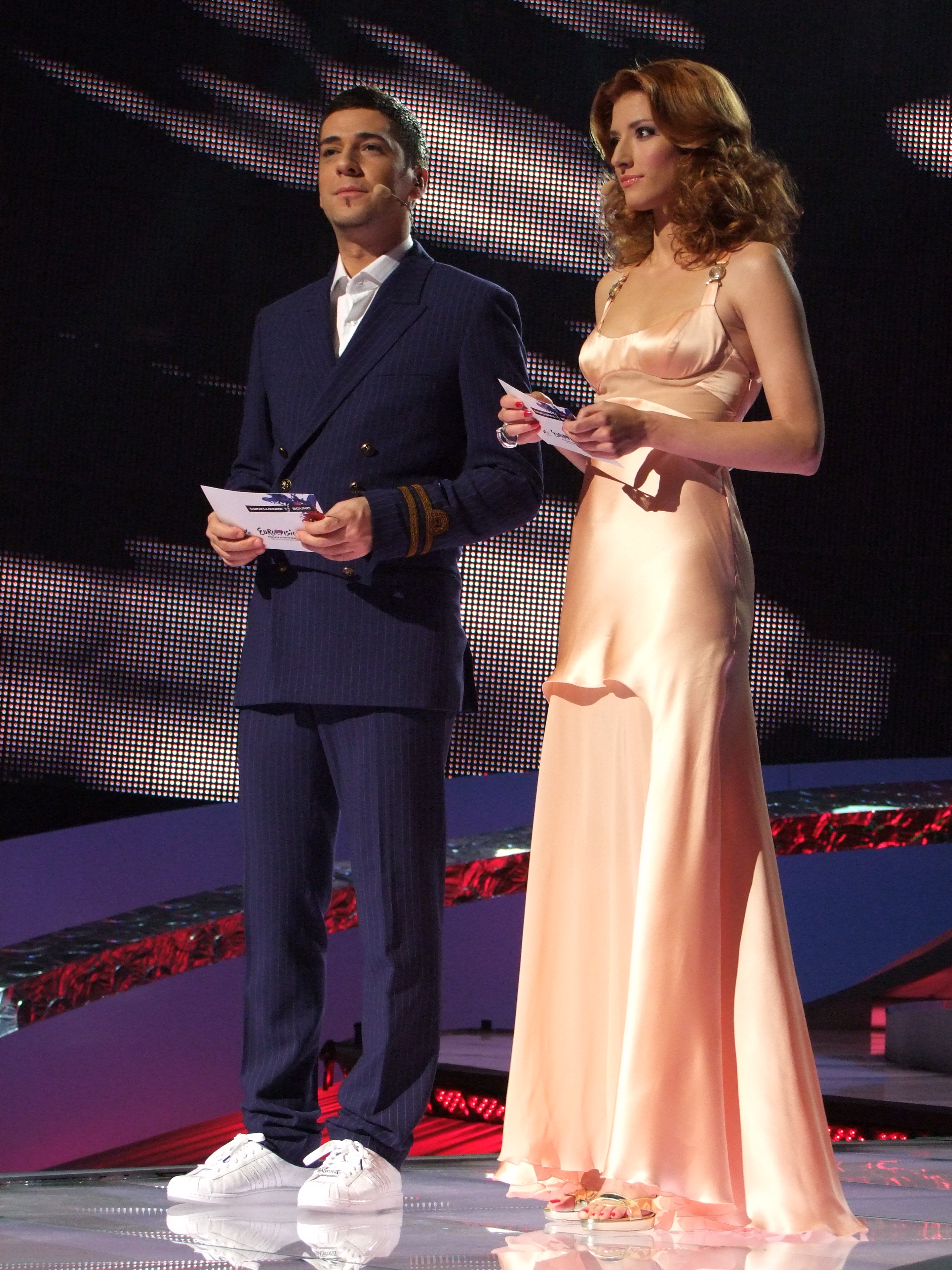
Jovana Janković jako prowdząca Eurowizję 2008 wraz z Željko Joksimoviciem

## Kariera
Janković zaczęła karierę telewizyjną w wieku 19 lat. Otrzymała propozycję pracy w BKTV w 2001 roku. Rozpoczynała jako reporter rozrywki. Występowała w programach Blockbuster i Trailer, które były związane ze światem kina. Widząc jej talent, serbska telewizja państwowa zaproponowała jej, aby przeszła do krajowej telewizji w 2005 roku.
W stacji telewizyjnej RTS stała się współgospodarzem programu JUTARNJI. Program jest emitowany w dni powszednie od 6.00 do 9.00.
Po przejściu do RTS i programu porannego Jovana zyskała wielu fanów i pojawiła się na okładkach serbskich tabloidów i magazynów ilustrowanych, takich jak Gloria, Svet i TV Revija.
Była prowadzącą w Konkursie Piosenki Eurowizji 2008 roku wraz z Željko Joksimoviciem.
W dniu 20 stycznia 2012 roku poślubiła Željko Joksimovicia na Malediwach. 10 kwietnia 2014 roku urodziła syna
.
W maju 2012 roku pojechała wraz ze swoim mężem do Baku, by kibicować mu w Konkursie Piosenki Eurowizji 2012.